# 7 (album de Madness)
Pour les articles homonymes, voir Seven.
Albums de Madness
Absolutely
(1980) Complete Madness
(1982)
Singles
1. Grey Day
Sortie : 17 avril 1981
2. Shut Up
Sortie : 11 septembre 1981
3. Cardiac Arrest
Sortie : 12 février 1982

7 est le troisième album studio de Madness, sorti le 2 octobre 1981.
L'album s'est classé 5e au UK Albums Chart.

## Liste des titres
| 1. | Cardiac Arrest    | Chas Smash, Chris Foreman | 2:52 |
| 2. | Shut Up           | Graham McPherson, Foreman | 4:07 |
| 3. | Sign of the Times | McPherson, Mike Barson    | 2:43 |
| 4. | Missing You       | McPherson, Barson         | 2:32 |
| 5. | Mrs. Hutchinson   | Barson                    | 2:17 |
| 6. | Tomorrow's Dream  | Lee Thompson, Barson      | 3:54 |

| 7.  | Grey Day          | Barson             | 3:40 |
| 8.  | Pac-A-Mac         | Thompson, Barson   | 2:37 |
| 9.  | Promises Promises | Thompson, Barson   | 2:52 |
| 10. | Benny Bullfrog    | Thompson, Foreman  | 1:51 |
| 11. | When Dawn Arrives | Thompson, Barson   | 2:43 |
| 12. | The Opium Eaters  | Barson             | 3:03 |
| 13. | Day on the Town   | McPherson, Foreman | 3:24 |

| 1.  | Missing You (The Richard Skinner Session)         | McPherson, Barson                                     | 2:41 |
| 2.  | Sign of the Times (The Richard Skinner Session)   | McPherson, Barson                                     | 2:37 |
| 3.  | Tiptoes (The Richard Skinner Session)             | McPherson, Barson                                     | 2:40 |
| 4.  | Memories (B-Side 'Grey Day' 7")                   | Foreman                                               | 2:24 |
| 5.  | A Town with No Name (B-Side 'Shut Up' 7")         | Foreman                                               | 2:51 |
| 6.  | Never Ask Twice (B-Side 'Shut Up' 12")            | McPherson, Barson                                     | 3:00 |
| 7.  | It Must Be Love (Single)                          | Siffre                                                | 3:26 |
| 8.  | Shadow on the House (B-Side 'It Must Be Love' 7") | Foreman                                               | 3:21 |
| 9.  | In the City (B-Side 'Cardiac Arrest' 7")          | Crutchfield, Smash, Foreman, Inoue, McPherson, Barson | 3:00 |
| 10. | Cardiac Arrest (12" Extended Version)             | Smash, Foreman                                        | 4:17 |
| 11. | Grey Day (Live) (From NME Racket Packet Cassette) | Barson                                                | 4:32 |

## Musiciens
- Graham « Suggs » McPherson : chant
- Mike Barson : piano, orgue, vibraphone, marimba, carillon tubulaire
- Chris Foreman : guitare, sitar
- Mark « Bedders » Bedford : basse
- Lee Thompson : saxophones, chant sur la piste 10, bruits divers
- Daniel « Woody » Woodgate : batterie, congas
- Chas Smash : chœurs, trompette